# Molenaarsgraaf
Molenaarsgraaf is een lintdorp en voormalige gemeente in de Alblasserwaard, gelegen in de gemeente Molenlanden, in de Nederlandse provincie Zuid-Holland. Het dorp heeft een oppervlakte van 788 hectare. Op 1 januari 2023 telde Molenaarsgraaf 1.250 inwoners en op 1 juli 2012 telde het dorp 396 woningen.
Het dorp ligt op de zuidoever van de Graafstroom, tegenover het dorp Brandwijk. Het dorp grenst aan Brandwijk, Bleskensgraaf, Ottoland en Wijngaarden.
De naam van het dorp Molenaarsgraaf is omstreeks de tweede helft van de 13e eeuw ontstaan toen de toenmalige ambachtsheer van Molenaarsgraaf, Willem de Molenaar, opdracht gaf tot het graven van een vaart. De grens tussen de dorpen Molenaarsgraaf en Brandwijk loopt door het midden van de vaart Graafstroom. Molenaarsgraaf ligt aan het veenriviertje Graafstroom of Alblas. Fietsers die de bewegwijzerde ‘Molenroute’ volgen komen door het dorp met zijn Kerkmolen (watermolen) en deels 16e-eeuwse N.H. Kerk. In de omgeving van Molenaarsgraaf staan nog veel poldermolens. De Middelmolen, een wipmolen, bevindt zich even buiten het dorp aan de West Graafdijk.

## Geboren in Molenaarsgraaf
- Karel Anton Rombach (1812-1891), liberaal politicus